# 24 Horas de Le Mans de 1978
As 24 Hours of Le Mans de 1978 foi o 46º grande prêmio automobilístico das 24 Horas de Le Mans, tendo acontecido nos dias 10 e 11 de junho de 1978 em Le Mans, França, no autódromo francês, Circuit de la Sarthe.

## Resultados Finais

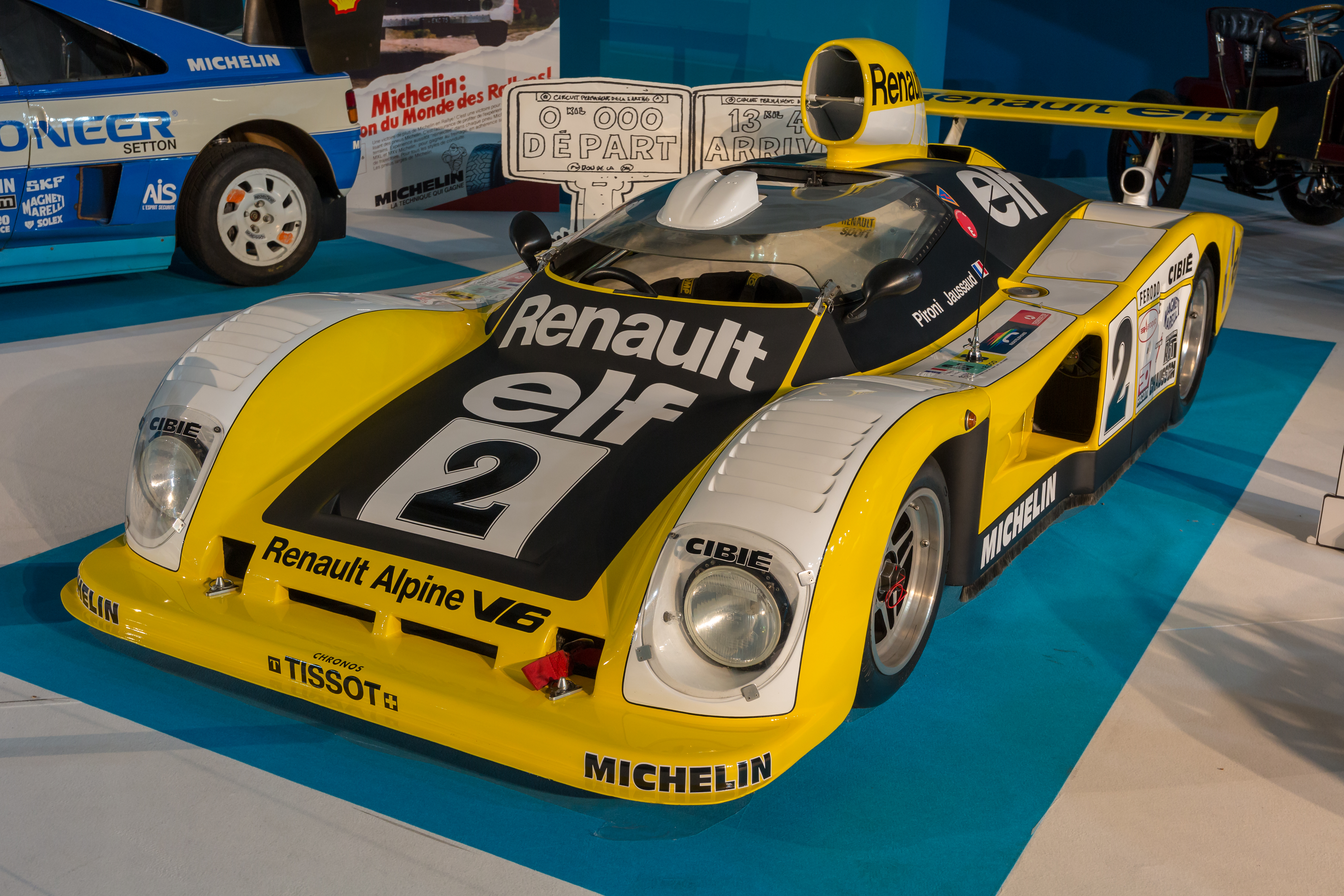
1. 2 Renault Alpine A442B

| Pos    | Class     | No | Equipe                                                   | Pilotos                                                               | Chassis                            | Voltas |
| Pos    | Class     | No | Equipe                                                   | Pilotos                                                               | Motor                              | Voltas |
| ------ | --------- | -- | -------------------------------------------------------- | --------------------------------------------------------------------- | ---------------------------------- | ------ |
| 1      | S +2.0    | 2  | Renault Sport                                            | Didier Pironi Jean-Pierre Jaussaud                                    | Renault Alpine A442B               | 369    |
| 1      | S +2.0    | 2  | Renault Sport                                            | Didier Pironi Jean-Pierre Jaussaud                                    | Renault 2.0L Turbo V6              | 369    |
| 2      | S +2.0    | 6  | Martini Racing Porsche System                            | Bob Wollek Jürgen Barth Jacky Ickx                                    | Porsche 936/78                     | 364    |
| 2      | S +2.0    | 6  | Martini Racing Porsche System                            | Bob Wollek Jürgen Barth Jacky Ickx                                    | Porsche Type-935 2.1L Turbo Flat-6 | 364    |
| 3      | S +2.0    | 7  | Martini Racing Porsche System                            | Hurley Haywood Peter Gregg Reinhold Joest                             | Porsche 936/77                     | 362    |
| 3      | S +2.0    | 7  | Martini Racing Porsche System                            | Hurley Haywood Peter Gregg Reinhold Joest                             | Porsche Type-935 2.1L Turbo Flat-6 | 362    |
| 4      | S +2.0    | 4  | Equipe Renault Elf Sport Calberson                       | Guy Fréquelin Jean Ragnotti José Dolhem Jean-Pierre Jabouille         | Renault Alpine A442A               | 358    |
| 4      | S +2.0    | 4  | Equipe Renault Elf Sport Calberson                       | Guy Fréquelin Jean Ragnotti José Dolhem Jean-Pierre Jabouille         | Renault 2.0L Turbo V6              | 358    |
| 5      | IMSA +2.5 | 90 | Dick Barbour Racing                                      | Brian Redman Dick Barbour John Paul Sr.                               | Porsche 935/77                     | 337    |
| 5      | IMSA +2.5 | 90 | Dick Barbour Racing                                      | Brian Redman Dick Barbour John Paul Sr.                               | Porsche Type-935 3.0L Turbo Flat-6 | 337    |
| 6      | Gr.5 +2.0 | 44 | Porsche Kremer Racing                                    | Jim Busby Chris Cord Rick Knoop                                       | Porsche 935/77                     | 336    |
| 6      | Gr.5 +2.0 | 44 | Porsche Kremer Racing                                    | Jim Busby Chris Cord Rick Knoop                                       | Porsche Type-935 3.0L Turbo Flat-6 | 336    |
| 7      | Gr.5 +2.0 | 41 | Mondelo ASA Cachia Team Pace                             | Alfredo Guaraná Paulo Gomes Mário Amaral                              | Porsche 935/77                     | 329    |
| 7      | Gr.5 +2.0 | 41 | Mondelo ASA Cachia Team Pace                             | Alfredo Guaraná Paulo Gomes Mário Amaral                              | Porsche Type-935 3.0L Turbo Flat-6 | 329    |
| 8      | Gr.5 +2.0 | 43 | Martini Racing Porsche System                            | Manfred Schurti Rolf Stommelen                                        | Porsche 935/78                     | 326    |
| 8      | Gr.5 +2.0 | 43 | Martini Racing Porsche System                            | Manfred Schurti Rolf Stommelen                                        | Porsche 3.2L Turbo Flat-6          | 326    |
| 9      | GTP 3.0   | 72 | Jean Rondeau                                             | Jean Rondeau Bernard Darniche Jacky Haran                             | Rondeau M378                       | 294    |
| 9      | GTP 3.0   | 72 | Jean Rondeau                                             | Jean Rondeau Bernard Darniche Jacky Haran                             | Ford Cosworth DFV 3.0L V8          | 294    |
| 10     | S +2.0    | 10 | Grand Touring Cars Inc.                                  | Vern Schuppan Jacques Laffite Sam Posey                               | Mirage M9                          | 293    |
| 10     | S +2.0    | 10 | Grand Touring Cars Inc.                                  | Vern Schuppan Jacques Laffite Sam Posey                               | Renault 2.0L Turbo V6              | 293    |
| 11     | S 2.0     | 31 | ROC La Pierre du Nord                                    | Michel Pignard Lucien Roussiaud Laurent Ferrier                       | Chevron B36                        | 284    |
| 11     | S 2.0     | 31 | ROC La Pierre du Nord                                    | Michel Pignard Lucien Roussiaud Laurent Ferrier                       | ROC-Chrysler 2.0L I4               | 284    |
| 12     | GT 3.0    | 66 | BP Racing / Anne-Charlotte Verney                        | Anne-Charlotte Verney Xavier Lapeyre François Servanin                | Porsche 911 Carrera RSR            | 279    |
| 12     | GT 3.0    | 66 | BP Racing / Anne-Charlotte Verney                        | Anne-Charlotte Verney Xavier Lapeyre François Servanin                | Porsche 3.0L Flat-6                | 279    |
| 13     | GTP 3.0   | 71 | André Chevalley Racing                                   | André Chevalley François Trisconi                                     | Inaltera LM                        | 279    |
| 13     | GTP 3.0   | 71 | André Chevalley Racing                                   | André Chevalley François Trisconi                                     | Ford Cosworth DFV 3.0L V8          | 279    |
| 14     | IMSA +2.5 | 97 | Charles Ivey Racing                                      | Larry Perkins Gordon Spice John Rulon-Miller                          | Porsche 911 Carrera RSR            | 278    |
| 14     | IMSA +2.5 | 97 | Charles Ivey Racing                                      | Larry Perkins Gordon Spice John Rulon-Miller                          | Porsche 3.0L Flat-6                | 278    |
| 15     | S +2.0    | 8  | Alain de Cadenet                                         | Alain de Cadenet Chris Craft                                          | De Cadenet-Lola LM                 | 273    |
| 15     | S +2.0    | 8  | Alain de Cadenet                                         | Alain de Cadenet Chris Craft                                          | Ford Cosworth DFV 3.0L V8          | 273    |
| 16     | IMSA +2.5 | 86 | Écurie Grand Competition Cars North American Racing Team | François Migault Lucien Guitteny                                      | Ferrari 365 GT4/BB                 | 262    |
| 16     | IMSA +2.5 | 86 | Écurie Grand Competition Cars North American Racing Team | François Migault Lucien Guitteny                                      | Ferrari 4.9L Flat-12               | 262    |
| 17     | GT +3.0   | 62 | "Ségolen"                                                | Christian Bussi Jean-Claude Briavoine "Ségolen"                       | Porsche 934                        | 259    |
| 17     | GT +3.0   | 62 | "Ségolen"                                                | Christian Bussi Jean-Claude Briavoine "Ségolen"                       | Porsche 3.0L Turbo Flat-6          | 259    |
| 18 NC  | S 2.0     | 23 | Artos Francy Sauber PP AG                                | Marc Surer Eugen Strähl Harry Blumer                                  | Sauber C5                          | 257    |
| 18 NC  | S 2.0     | 23 | Artos Francy Sauber PP AG                                | Marc Surer Eugen Strähl Harry Blumer                                  | BMW 2.0L I4                        | 257    |
| 19 NC  | S 2.0     | 20 | C.H. Graeminger                                          | Sandro Plastina Mario Luini Jean-Daniel Grandjean                     | Cheetah G601                       | 250    |
| 19 NC  | S 2.0     | 20 | C.H. Graeminger                                          | Sandro Plastina Mario Luini Jean-Daniel Grandjean                     | Ford Cosworth BDG 2.0L I4          | 250    |
| 20 NC  | GT 3.0    | 64 | Georges Bourdillat                                       | Georges Bourdillat Alain-Michel Bernhard Jean-Luc Favresse            | Porsche 911 Carrera RSR            | 241    |
| 20 NC  | GT 3.0    | 64 | Georges Bourdillat                                       | Georges Bourdillat Alain-Michel Bernhard Jean-Luc Favresse            | Porsche 3.0L Flat-6                | 241    |
| 21 NC  | S 2.0     | 25 | Team Pronuptia                                           | Bruno Sotty Gérard Cuynet Jean-Claude Dufrey                          | Lola T294/6                        | 238    |
| 21 NC  | S 2.0     | 25 | Team Pronuptia                                           | Bruno Sotty Gérard Cuynet Jean-Claude Dufrey                          | Ford Cosworth FVC 1.9L I4          | 238    |
| 22 NC  | S 2.0     | 24 | Team Pronuptia                                           | Michel Elkoubi Pierre Yver Philippe Streiff                           | Lola T296                          | 232    |
| 22 NC  | S 2.0     | 24 | Team Pronuptia                                           | Michel Elkoubi Pierre Yver Philippe Streiff                           | Ford Cosworth FVC 1.9L I4          | 232    |
| 23 NC  | S 2.0     | 28 | Dominique Lacaud                                         | Michel Lateste Jean-François Auboiron Dominique Lacaud                | Lola T297                          | 217    |
| 23 NC  | S 2.0     | 28 | Dominique Lacaud                                         | Michel Lateste Jean-François Auboiron Dominique Lacaud                | BMW 2.0L I4                        | 217    |
| 24 NC  | Gr.5 +2.0 | 25 | Porsche Kremer Racing                                    | Louis Krages Dieter Schornstein Philippe Gurdjian                     | Porsche 935/77                     | 182    |
| 24 NC  | Gr.5 +2.0 | 25 | Porsche Kremer Racing                                    | Louis Krages Dieter Schornstein Philippe Gurdjian                     | Porsche Type-935 3.0L Turbo Flat-6 | 182    |
| 25 NC  | S 2.0     | 27 | Mogil Motors Ltd. with Kores Racing                      | Tony Charnell Robin Smith Fréderic Alliot Richard Jones               | Chevron B31                        | 180    |
| 25 NC  | S 2.0     | 27 | Mogil Motors Ltd. with Kores Racing                      | Tony Charnell Robin Smith Fréderic Alliot Richard Jones               | Ford Cosworth BDG 2.0L I4          | 180    |
| 26 DNF | S +2.0    | 1  | Renault Sport                                            | Jean-Pierre Jabouille Patrick Depailler                               | Renault Alpine A443                | 279    |
| 26 DNF | S +2.0    | 1  | Renault Sport                                            | Jean-Pierre Jabouille Patrick Depailler                               | Renault 2.0L Turbo V6              | 279    |
| 27 DNF | S +2.0    | 5  | Martini Racing Porsche System                            | Jacky Ickx Henri Pescarolo Jochen Mass                                | Porsche 936/78                     | 255    |
| 27 DNF | S +2.0    | 5  | Martini Racing Porsche System                            | Jacky Ickx Henri Pescarolo Jochen Mass                                | Porsche Type-935 2.1L Turbo Flat-6 | 255    |
| 28 DNF | IMSA +2.5 | 88 | Pozzi-Thompson JMS Racing                                | Jean-Claude Andruet Spartaco Dini                                     | Ferrari 512BB                      | 251    |
| 28 DNF | IMSA +2.5 | 88 | Pozzi-Thompson JMS Racing                                | Jean-Claude Andruet Spartaco Dini                                     | Ferrari 4.9L Flat-12               | 251    |
| 29 DNF | IMSA +2.5 | 87 | Luigi Chinetti Sr.                                       | Jacques Guérin Jean-Pierre Delauney Gregg Young                       | Ferrari 512BB                      | 232    |
| 29 DNF | IMSA +2.5 | 87 | Luigi Chinetti Sr.                                       | Jacques Guérin Jean-Pierre Delauney Gregg Young                       | Ferrari 4.9L Flat-12               | 232    |
| 30 DNF | IMSA +2.5 | 89 | Pozzi-Thompson JMS Racing                                | Claude Ballot-Léna Jean-Louis Lafosse                                 | Ferrari 512BB                      | 218    |
| 30 DNF | IMSA +2.5 | 89 | Pozzi-Thompson JMS Racing                                | Claude Ballot-Léna Jean-Louis Lafosse                                 | Ferrari 4.9L Flat-12               | 218    |
| 31 DNF | S +2.0    | 19 | IBEC Racing Developments, Ltd.                           | Guy Edwards Ian Grob                                                  | Ibec-Hesketh 308LM                 | 195    |
| 31 DNF | S +2.0    | 19 | IBEC Racing Developments, Ltd.                           | Guy Edwards Ian Grob                                                  | Ford Cosworth DFV 3.0L V8          | 195    |
| 32 DNF | S 2.0     | 30 | ROC La Pierre du Nord                                    | Jacques Henry Albert Dufrene Max Cohen-Olivar                         | Chevron B36                        | 195    |
| 32 DNF | S 2.0     | 30 | ROC La Pierre du Nord                                    | Jacques Henry Albert Dufrene Max Cohen-Olivar                         | ROC-Chrysler 2.0L I4               | 195    |
| 33 DNF | GTP +3.0  | 78 | WM A.E.R.E.M. / Team Esso Aseptogyl                      | Christian Debias Xavier Mathiot Marc Sourd                            | WM P78                             | 186    |
| 33 DNF | GTP +3.0  | 78 | WM A.E.R.E.M. / Team Esso Aseptogyl                      | Christian Debias Xavier Mathiot Marc Sourd                            | Peugeot PRV 2.7L Turbo V6          | 186    |
| 34 DNF | GTP 3.0   | 76 | WM A.E.R.E.M. / Team Esso Aseptogyl                      | Christine Dacremont Marianne Hoepfner                                 | WM P76                             | 171    |
| 34 DNF | GTP 3.0   | 76 | WM A.E.R.E.M. / Team Esso Aseptogyl                      | Christine Dacremont Marianne Hoepfner                                 | Peugeot PRV 2.7L V6                | 171    |
| 35 DNF | GT +3.0   | 68 | Hervé Poulain                                            | Edgar Dören Gerhard Holup Hervé Poulain Roman Feitler                 | Porsche 934                        | 167    |
| 35 DNF | GT +3.0   | 68 | Hervé Poulain                                            | Edgar Dören Gerhard Holup Hervé Poulain Roman Feitler                 | Porsche 3.0L Turbo Flat-6          | 167    |
| 36 DNF | S +2.0    | 3  | Renault Sport                                            | Derek Bell Jean-Pierre Jarier                                         | Renault Alpine A442A               | 162    |
| 36 DNF | S +2.0    | 3  | Renault Sport                                            | Derek Bell Jean-Pierre Jarier                                         | Renault 2.0L Turbo V6              | 162    |
| 37 DNF | IMSA +2.5 | 91 | Dick Barbour Racing                                      | Bob Garretson Steve Earle Robert Akin                                 | Porsche 935/77                     | 159    |
| 37 DNF | IMSA +2.5 | 91 | Dick Barbour Racing                                      | Bob Garretson Steve Earle Robert Akin                                 | Porsche Type-935 3.0L Turbo Flat-6 | 159    |
| 38 DNF | S 2.0     | 29 | ROC Modylook                                             | Michel Dubois Daniel Gache Julien Sanchez                             | Chevron B36                        | 142    |
| 38 DNF | S 2.0     | 29 | ROC Modylook                                             | Michel Dubois Daniel Gache Julien Sanchez                             | ROC-Chrysler 2.0L I4               | 142    |
| 39 DNF | Gr.5 +2.0 | 48 | Haberthur Mecarillos-Cégécol Racing Team                 | Herbert Müller Claude Haldi "Nico"                                    | Porsche 935/76                     | 140    |
| 39 DNF | Gr.5 +2.0 | 48 | Haberthur Mecarillos-Cégécol Racing Team                 | Herbert Müller Claude Haldi "Nico"                                    | Porsche Type-935 3.0L Turbo Flat-6 | 140    |
| 40 DNF | S 2.0     | 26 | G.V.E.A.                                                 | Georges Morand Eric Vaugnat Christian Blanc                           | Lola T296                          | 130    |
| 40 DNF | S 2.0     | 26 | G.V.E.A.                                                 | Georges Morand Eric Vaugnat Christian Blanc                           | Ford Cosworth BDG 2.0L I4          | 130    |
| 41 DNF | S 2.0     | 21 | Jean-Marie Lemerle                                       | Jean-Marie Lemerle Alain Levié Pierre-François Rousselot              | Lola T294                          | 126    |
| 41 DNF | S 2.0     | 21 | Jean-Marie Lemerle                                       | Jean-Marie Lemerle Alain Levié Pierre-François Rousselot              | ROC-Chrysler 2.0L I4               | 126    |
| 42 DNF | GT 3.0    | 65 | Joël Laplacette                                          | Antoine Salamin Gerard Vial Yves Courage Joël Laplacette              | Porsche 930                        | 116    |
| 42 DNF | GT 3.0    | 65 | Joël Laplacette                                          | Antoine Salamin Gerard Vial Yves Courage Joël Laplacette              | Porsche 3.3L Turbo Flat-6          | 116    |
| 43 DNF | S 2.0     | 34 | BMW Great Britain Toleman Delivery                       | Dieter Quester Tom Walkinshaw Rad Dougall                             | Osella PA6                         | 113    |
| 43 DNF | S 2.0     | 34 | BMW Great Britain Toleman Delivery                       | Dieter Quester Tom Walkinshaw Rad Dougall                             | BMW 2.0L I4                        | 113    |
| 44 DNF | S 2.0     | 32 | Dorset Racing Associates with Kelly Girl                 | Ian Harrower Tony Birchenhough Miss Juliette Slaughter Brian Joscelyn | Lola T294                          | 61     |
| 44 DNF | S 2.0     | 32 | Dorset Racing Associates with Kelly Girl                 | Ian Harrower Tony Birchenhough Miss Juliette Slaughter Brian Joscelyn | Ford Cosworth FVC 2.0L I4          | 61     |
| 45 DNF | GT +3.0   | 61 | Auto Daniel Urcun                                        | Guy Chasseuil Jean-Claude Lefévre Marcel Mignot                       | Porsche 934                        | 61     |
| 45 DNF | GT +3.0   | 61 | Auto Daniel Urcun                                        | Guy Chasseuil Jean-Claude Lefévre Marcel Mignot                       | Porsche 3.0L Turbo Flat-6          | 61     |
| 46 DNF | GTP +3.0  | 77 | WM A.E.R.E.M. / Team Esso Aseptogyl                      | Jean-Daniel Raulet Marcel Mamers                                      | WM P77                             | 44     |
| 46 DNF | GTP +3.0  | 77 | WM A.E.R.E.M. / Team Esso Aseptogyl                      | Jean-Daniel Raulet Marcel Mamers                                      | Peugeot PRV 2.7L Turbo V6          | 44     |
| 47 DNF | Gr.5 +2.0 | 94 | Whittington Bros. Racing                                 | Don Whittington Bill Whittington Franz Konrad                         | Porsche 935/77                     | 41     |
| 47 DNF | Gr.5 +2.0 | 94 | Whittington Bros. Racing                                 | Don Whittington Bill Whittington Franz Konrad                         | Porsche Type-935 3.0L Turbo Flat-6 | 41     |
| 48 DNF | IMSA +2.5 | 85 | Ecurie Francorchamps                                     | Teddy Pilette Jean Blaton Raymond Touroul                             | Ferrari 512BB                      | 39     |
| 48 DNF | IMSA +2.5 | 85 | Ecurie Francorchamps                                     | Teddy Pilette Jean Blaton Raymond Touroul                             | Ferrari 4.9L Flat-12               | 39     |
| 49 DNF | GT +3.0   | 69 | Ravenel Frères                                           | Willy Braillard Philippe Dagoreau Jean-Louis Ravenel Jean Ravenel     | Porsche 934                        | 35     |
| 49 DNF | GT +3.0   | 69 | Ravenel Frères                                           | Willy Braillard Philippe Dagoreau Jean-Louis Ravenel Jean Ravenel     | Porsche 3.0L Turbo Flat-6          | 35     |
| 50 DNF | Gr.5 +2.0 | 46 | Porsche Kremer Racing                                    | Martin Raymond "Steve" Mike Franey                                    | Porsche 935/77                     | 34     |
| 50 DNF | Gr.5 +2.0 | 46 | Porsche Kremer Racing                                    | Martin Raymond "Steve" Mike Franey                                    | Porsche Type-935 3.0L Turbo Flat-6 | 34     |
| 51 DNF | S +2.0    | 11 | Grand Touring Cars Inc.                                  | Sam Posey Michel Leclère                                              | Mirage M9                          | 33     |
| 51 DNF | S +2.0    | 11 | Grand Touring Cars Inc.                                  | Sam Posey Michel Leclère                                              | Renault 2.0L Turbo V6              | 33     |
| 52 DNF | IMSA +2.5 | 84 | Brad Frisselle Racing Wynn's Belgium                     | Brad Frisselle Robert Kirby John Hotchkis                             | Chevrolet Monza                    | 30     |
| 52 DNF | IMSA +2.5 | 84 | Brad Frisselle Racing Wynn's Belgium                     | Brad Frisselle Robert Kirby John Hotchkis                             | Chevrolet 5.7L V8                  | 30     |
| 53 DNF | S 2.0     | 33 | Dorset Racing Associates Cloud Engineering               | Bob Evans Martin Birrane Richard Down Richard Bond                    | Lola T294                          | 23     |
| 53 DNF | S 2.0     | 33 | Dorset Racing Associates Cloud Engineering               | Bob Evans Martin Birrane Richard Down Richard Bond                    | Ford Cosworth FVC 2.0L I4          | 23     |
| 54 DNF | Gr.5 +2.0 | 47 | Weisberg Gelo Team                                       | John Fitzpatrick Toine Hezemans                                       | Porsche 935/77                     | 19     |
| 54 DNF | Gr.5 +2.0 | 47 | Weisberg Gelo Team                                       | John Fitzpatrick Toine Hezemans                                       | Porsche Type-935 3.0L Turbo Flat-6 | 19     |
| DQ     | S +2.0    | 12 | Simon Phillips Racing BATCO France                       | Nick Faure John Beasley Simon Phillips Martin Raymond                 | De Cadenet-Lola T380               | 99     |
| DQ     | S +2.0    | 12 | Simon Phillips Racing BATCO France                       | Nick Faure John Beasley Simon Phillips Martin Raymond                 | Ford Cosworth DFV 3.0L V8          | 99     |

Legenda :DNQ = Não largou - DNF = Abandono - NC = Não classificado - DSQ= Desqualificado